# Emily Deschanel
Emily Deschanel (ur. 11 października 1976 w Los Angeles) – amerykańska aktorka, najbardziej znana ze swojej roli w amerykańskim serialu Kości.

## Dzieciństwo
Emily Deschanel urodziła się w Los Angeles, w Kalifornii. Jest córką znanego operatora i reżysera Caleba Deschanela i aktorki Mary Jo Deschanel (panieńskie nazwisko: Weir). Deschanel ma młodszą siostrę Zooey, która oprócz pisania tekstów piosenek zajmuje się aktorstwem i jest modelką. Ich matka ma irlandzkie korzenie, a ich dziadek jest Francuzem. Według "Paris Match" prapradziadek Emily, Paul Deschanel, był prezydentem Francji, w rzeczywistości nie jest to prawdą.
Emily wychowywała się we Włoszech, Kanadzie, Francji, Jugosławii, Wielkiej Brytanii i Południowej Afryce.

## Kariera
Filmowy debiut Deschanel miał miejsce w roku 1994. Zagrała  w filmie Czerwona Róża ze scenariuszem Stephena Kinga  w 2002 roku. Zagrała również w takich filmach jak: Wzgórze nadziei, Alamo czy Droga sławy.
Po zagraniu w filmie Boogeyman, Deschanel dostała rolę dr Temperance Brennan w serialu Kości. Serial oparty jest na życiu Kathy Reichs. Za tę rolę Deschanel została nominowana do licznych nagród, pozytywnie przyjęta przez krytyków.

## Filmografia
- Dwa miliony dolarów napiwku (It Could Happen to You, 1994), jako aktywistka oblewająca farbą futra
- It's a Shame About Ray (2000), jako Maggie
- The Heart Department (2001), jako Maude Allyn
- Czerwona Róża (Rose Red, 2002), jako Pam Asbury
- Wzgórze nadziei (Cold Mountain, 2003), jako pani Morgan
- Easy (2003), jako Laura
- Alamo (The Alamo, 2004), jako Rosanna Smith
- Spider-Man 2 (2004), jako recepcjonistka
- Old Tricks (2004), jako kobieta
- Mute (2005), jako Claire
- Boogeyman (2005), jako Kate
- Kości (Bones, 2005 - 2017), jako doktor Temperance Brennan
- Droga sławy (Glory Road, 2006), jako Mary Haskins

## Życie osobiste
25 września 2010 wyszła za mąż za scenarzystę i aktora Davida Hornsby. 21 września 2011 Emily Deschanel urodziła syna Henry’ego Lamara. 8 czerwca 2015 urodziła drugiego syna Calvina.